# 1960 en astronautique
Chronologie de l'astronautique
- 1956
- 1957
- 1958
- 1959
- 1960
- 1961
- 1962
- 1963
- 1964

Cette page présente un récapitulatif des événements qui se sont produits pendant l'année 1960 dans le domaine de l'astronautique.

## Synthèse de l'année 1960

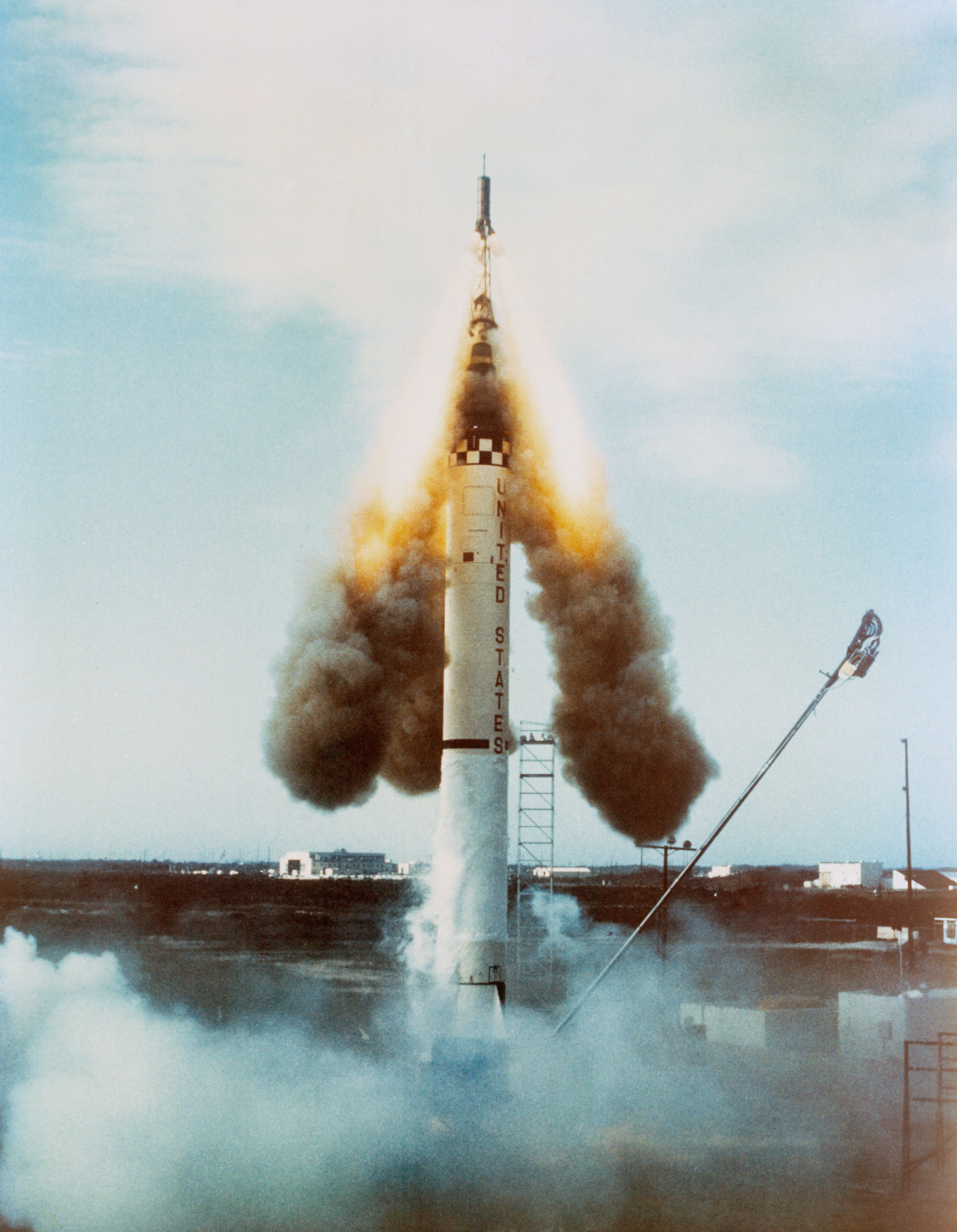
L'interruption du lancement d'une Mercury-Redstone déclenche la tour de sauvetage de la capsule Mercury

## Chronologie

### Février
| Date       | Lanceur    | Base de lancement | Type           | Charge utile  | Notes                                                                                              |
| 4 février  | Thor-Agena | Vandenberg        | Orbite polaire | Discoverer 9  | Échec. Premier lancement d'une nouvelle famille de satellite de reconnaissance à basse résolution. |
| 19 février | Thor-Agena | Vandenberg        | Orbite polaire | Discoverer 10 | Échec du lancement. Satellite de reconnaissance à basse résolution.                                |
| 26 février | Thor-Agena | Cape Canaveral    | Orbite polaire | MIDAS 1       | Échec du lancement. Premier exemplaire d'une série de satellites d'alerte avancée.                 |

### Mars
| Date    | Lanceur   | Base de lancement | Type                        | Charge utile | Notes                                   |
| 11 mars | Thor-Able | Cape Canaveral    | Orbite fortement elliptique | Pioneer 5    | Sonde interplanétaire lancée vers Vénus |
| 23 mars | Juno II   | Cap Canaveral     | Orbite haute                | S-46         | Echec. Analyse des rayonnements         |

### Avril
| Date      | Lanceur    | Base de lancement | Type                  | Charge utile | Notes                             |
| 1er avril | Thor-Agena | Cape Canaveral    | Orbite basse          | TIROS-1      | Premier satellite météorologique. |
| 13 avril  | Thor-Able  | Cape Canaveral    | Orbite basse          | TRANSIT 1B   | Satellite de navigation           |
| 16 avril  | Luna       | Baïkonour         | Orbite héliocentrique | Luna 4       | Echec au lancement                |

### Mai
| Date   | Lanceur     | Base de lancement | Type           | Charge utile | Notes                              |
| 13 mai | Thor-Delta  | Cape Canaveral    | Orbite basse   | Echo 1       | Satellite de télécommunications.   |
| 15 mai | Vostok      | Baïkonour         | Orbite basse   | Spoutnik 4   | Test vaisseau habité sans équipage |
| 24 mai | Atlas-Agena | Cape Canaveral    | Orbite polaire | MIDAS 2      | Satellite d'alerte avancée.        |

### Juin
| Date    | Lanceur    | Base de lancement | Type           | Charge utile  | Notes                                                                                   |
| 22 juin | Thor-Able  | Cape Canaveral    | Orbite basse   | TRANSIT 2A    | Satellite de navigation                                                                 |
| 29 juin | Thor-Agena | Vandenberg        | Orbite polaire | Discoverer 12 | Echec du lancement. Prototype de satellite de reconnaissance Corona à basse résolution. |

### Juillet
| Date       | Lanceur | Base de lancement | Type         | Charge utile | Notes                                                  |
| 28 juillet | Vostok  | Baïkonour         | Orbite basse | Spoutnik 4   | Echec au lancement. Test vaisseau habité sans équipage |

### Aout
| Date    | Lanceur    | Base de lancement | Type           | Charge utile  | Notes |
| 10 août | Thor-Agena | Vandenberg        | Orbite polaire | Discoverer 13 | Satellite de reconnaissance Corona. Première récupération réussie d'une capsule photo.                                                   |
| 12 août | Thor-Delta | Cape Canaveral    | Orbite basse   | Echo 1A       | Premier satellite ballon de télécommunications.                                                                                          |
| 18 août | Thor-Agena | Vandenberg        | Orbite polaire | Discoverer 14 | Premier satellite de reconnaissance Corona équipé d'un appareil-photos.                                                                  |
| 18 août | Thor-Able  | Cape Canaveral    | Orbite basse   | Courier 1A    | Échec au lancement. Satellite militaire de télécommunications expérimental                                                               |
| 19 août | Vostok     | Baïkonour         | Orbite basse   | Spoutnik 5    | Test vaisseau habité avec 2 chiens, 40 souris, 2 rats et une collection de plantes. Le vaisseau et l'équipage sont récupérés le 20 aout. |

### Septembre
| Date         | Lanceur    | Base de lancement | Type           | Charge utile  | Notes                                                         |
| 13 septembre | Thor-Agena | Vandenberg        | Orbite polaire | Discoverer 15 | Satellite de reconnaissance. La capsule n'a pu être récupérée |
| 25 septembre | Atlas-Able | Cape Canaveral    | Orbite lunaire | Pioneer P-30  | Echec du lancement.                                           |

### Octobre
| Date       | Lanceur    | Base de lancement | Type                  | Charge utile  | Notes                                                  |
| 4 octobre  | Scout      | Wallops Island    | Orbite basse          | HETS          |                                                        |
| 4 octobre  | Thor-Able  | Cape Canaveral    | Orbite basse          | Courier 1B    | Satellite militaire de télécommunications expérimental |
| 14 octobre | Molnia     | Baïkonour         | Orbite héliocentrique | Mars 1960B    | Echec du lancement. Sonde interplanétaire vers Mars    |
| 26 octobre | Thor-Agena | Vandenberg        | Orbite polaire        | Discoverer 16 | Satellite de reconnaissance. Échec du lancement.       |
| 10 octobre | Molnia     | Baïkonour         | Orbite héliocentrique | Mars 1960A    | Echec du lancement. Sonde interplanétaire vers Mars    |

### Novembre
| Date        | Lanceur    | Base de lancement | Type           | Charge utile  | Notes                                                                      |
| 3 novembre  | Juno II    | Cap Canaveral     | Orbite moyenne | Explorer 8    | Etude de l'ionosphère.                                                     |
| 12 novembre | Thor-Agena | Vandenberg        | Orbite polaire | Discoverer 17 | Satellite de reconnaissance. La capsule photo s'est séparée prématurément. |

### Décembre
| Date         | Lanceur    | Base de lancement | Type           | Charge utile  | Notes                                                                           |
| 1er décembre | Vostok     | Baïkonour         | Orbite basse   | Spoutnik 6    | Test vaisseau habité avec des chiens. Le vaisseau et les chiens sont récupérés. |
| 7 décembre   | Thor-Agena | Vandenberg        | Orbite polaire | Discoverer 18 | Satellite de reconnaissance. Première réussite de la version KH 2.              |
| 20 décembre  | Thor-Agena | Vandenberg        | Orbite polaire | Discoverer 19 | Test du système de détection Midas.                                             |
| 22 décembre  | Vostok     | Baïkonour         | Orbite basse   | Spoutnik 6    | Test vaisseau habité. Échec au lancement.                                       |

## Vols orbitaux

### Par pays
| Pays             | Lancements | Succès | Échecs | Échecs partiels | Remarques |
| ---------------- | ---------- | ------ | ------ | --------------- | --------- |
| Union soviétique | 9          | 3      | 6      |                 |           |
| États-Unis       | 29         | 16     | 13     |                 |           |

### Par lanceur
| Lanceur       | Pays             | Lancements | Succès | Échecs | Échecs partiels | Remarques           |
| ------------- | ---------------- | ---------- | ------ | ------ | --------------- | ------------------- |
| Atlas Able    | États-Unis       | 2          |        | 2      |                 | Derniers lancements |
| Atlas Agena   | États-Unis       | 3          | 1      | 2      |                 | Premier lancement   |
| Juno II       | États-Unis       | 2          | 1      | 1      |                 | Derniers lancements |
| Molnia        | Union soviétique | 2          |        | 2      |                 | Premier lancement   |
| Scout         | États-Unis       | 1          |        | 1      |                 | Premier lancement   |
| Thor Able     | États-Unis       | 2          | 2      |        |                 | Derniers lancements |
| Thor Ablestar | États-Unis       | 5          | 3      | 2      |                 | Premier lancement   |
| Thor-Agena    | États-Unis       | 11         | 7      | 4      |                 | Premier lancement   |
| Luna          | Union soviétique | 5          | 2      | 3      |                 |                     |

### Par type d'orbite
| Orbite         | Lancements | Succès | Échecs | Orbite atteinte involontairement | Remarques |
| -------------- | ---------- | ------ | ------ | -------------------------------- | --------- |
| Basse          | 26         | 16     | 10     |                                  |           |
| Moyenne        | 4          | 2      | 2      |                                  |           |
| Haute          | 1          |        | 1      |                                  |           |
| héliocentrique | 7          | 1      | 6      |                                  |           |

### Par site de lancement
| Baïkonour  | Union soviétique | 9 | 3 | 6 |  |  |  | Cape Canaveral | États-Unis |  |  |  |  |  |
| Vandenberg | États-Unis       |   |   |   |  |  |  |                |            |  |  |  |  |  |

## Survols et contacts planétaires
| Date | Sonde spatiale | Événement | Remarque |
| ---- | -------------- | --------- | -------- |
|      |                |           |          |